# Uttrans järnvägsstation

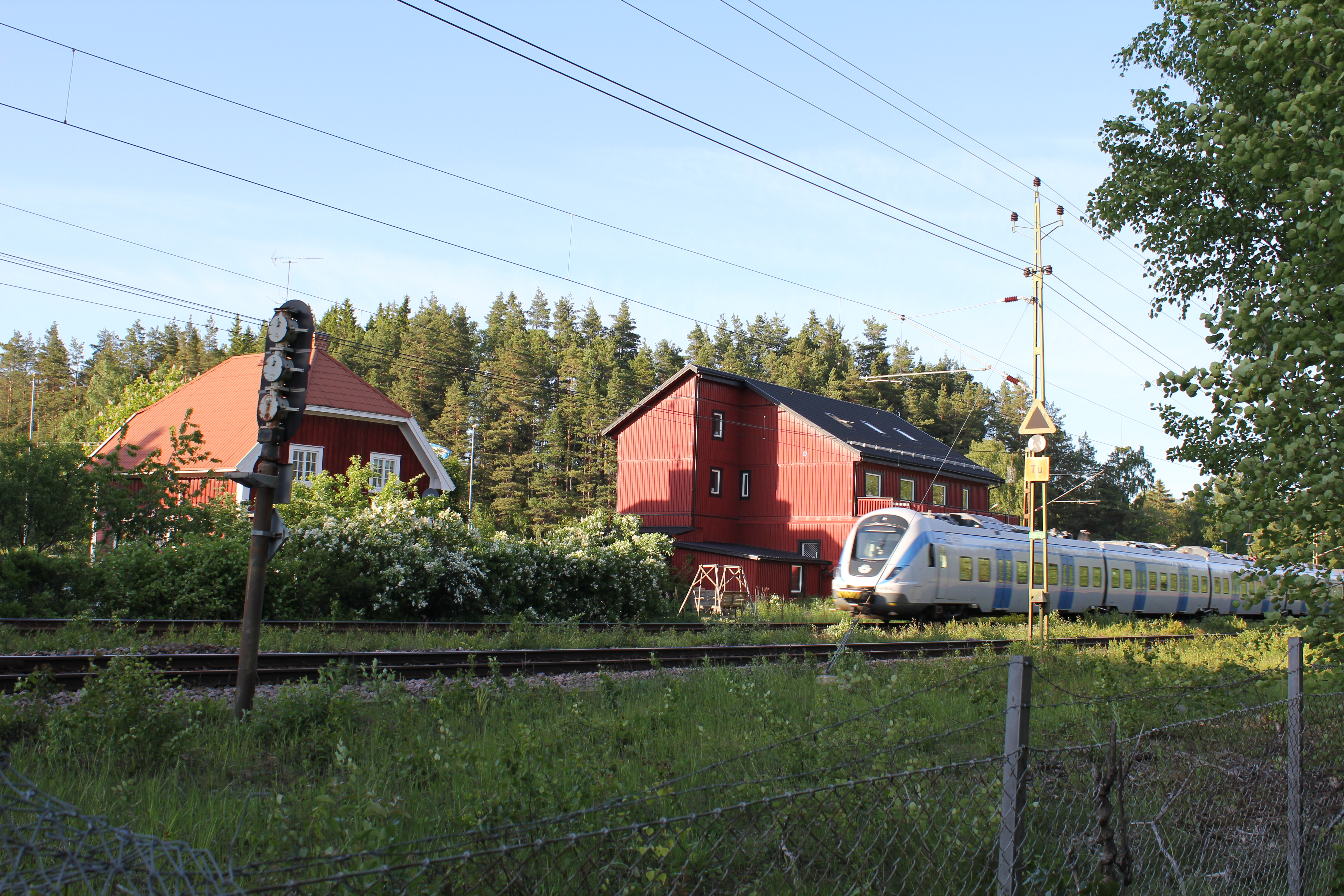
Ett pendeltåg från Södertälje åker förbi gamla Uttrans station på väg mot Stockholm.

Uttrans järnvägsstation är en tidigare järnvägsstation på Västra stambanan mellan Tumba och Rönninge. Stationen låg i Uttran i Botkyrka kommun. Den öppnade som hållplats 1908 och blev station 1920. När pendeltågstrafiken började den 12 maj 1968 minskades trafiken till Uttran så att vartannat pendeltåg stannade i Uttran och vartannat i Rönninge. Resandeutbyte på Uttran upphörde helt den 1 juni 1969 och samtidigt började åter alla pendeltåg stanna i Rönninge. Plattformen revs i början på 1970-talet, och det tidigare stickspåret till det närbelägna grustaget revs på 1980-talet.

## Historik
Tillgången till vettiga kommunikationer var en bidragande orsak till att Stockholms stad valde att bygga Stockholms sanatorium, sedermera Söderby sjukhus, i närheten av Uttran. Relativt sent fanns det såväl pressbyrå som bensinmack i anslutning till stationen.

## Framtid
Liberalerna föreslog 2003 att stationen skulle återetableras för pendeltrafik, men det har alltid fallit på att trafikantunderlaget varit för litet. Med pågående exploatering av Söderby i kommundelen Salem och den föreslagna exploateringen av området runt Uttrans grustag och Uttrans sjukhus kan trafikantunderlaget möjligen på sikt motivera ett annat ställningstagande i denna fråga.